# 天津市語言文字工作委員會
天津市语言文字工作委员会，簡稱天津市語委，主管天津市的語言文字工作。2012年，主任张俊芳（兼任副市長），2020年主任曹小红（兼任副市長）。